# 한국의 설화
한국의 설화는 한국에서 전해지는 설화(說話)이다. 설화는 서사문학, 특히 소설의 기원이라고 할 수 있으며 3가지 유형으로 분류된다.
1. 신화 - 신적 존재에 대한 이야기이다.
2. 전설 - 사물이나 역사적 인물에 대한 이야기이다.
3. 민담 - 평범한 사람에 대한 이야기이다.

유명한 설화로는 토끼전, 흥부전 등이 있다.